# Riccarton Burn (Liddel Water)
Der Riccarton Burn ist ein Wasserlauf in den Scottish Borders, Schottland. Er entsteht südöstlich der Riccarton Junction und fließt in südlicher Richtung bis zu seiner Mündung in das Liddel Water am Weiler Riccarton Farm.